# الهه احمدی
الهه احمدی (زادهٔ ۱۰ خرداد ۱۳۶۱) تیرانداز زن ایرانی است که بیشترین مدال در عرصه جهانی را به دست آورده و بهترین نتیجه را در تاریخ این رشته ورزشی در المپیک برای ایران به دست آورده‌است. این ورزشکار همچنین در بازی‌های آسیایی گوانگ‌ژو از موفق‌ترین ورزشکاران کل کاروان اعزامی ایران بود که صاحب سه نشان نقره و برنز شد.

## حضور در المپیک لندن
او در دومین مرحله از رقابت‌های جام جهانی تیراندازی سال ۲۰۱۱ که در سیدنی برگزار شد با کسب مقام دوم موفق به کسب سهمیه در ماده ۱۰ متر تفنگ بادی زنان برای المپیک تابستانی ۲۰۱۲ شد. در بازی‌های المپیک لندن با کسب ۳۹۷ امتیاز به مرحله پایانی این رقابت‌ها راه یافت و در مرحله پایانی و با کسب ۴۹۹ امتیاز در ده سری، پس از نمایندگانی از چین، لهستان، چک و آمریکا در رتبه ششم ایستاد. او در رشته تیراندازی پنجاه متر سه وضعیت هم شرکت کرد که رتبه چهل و سوم را کسب کرده و از رسیدن به فینال بازماند.
|        | میزبان         | ورزشکار    | رویداد               | مقدماتی | مقدماتی | فینال       | فینال       |
| امتیاز | میزبان         | ورزشکار    | رویداد               | رتبه    | امتیاز  | رتبه        |             |
| ------ | -------------- | ---------- | -------------------- | ------- | ------- | ----------- | ----------- |
| ۲۰۱۲   | لندن، انگلستان | الهه احمدی | تفنگ بادی ۱۰ متر     | ۳۹۷     | ۵       | ۴۹۹٫۱       | ۶           |
| ۲۰۱۲   | لندن، انگلستان | الهه احمدی | تفنگ سه وضعیت ۵۰ متر | ۵۶۷     | ۴۳      | راه نیافتند | راه نیافتند |

## حضور در المپیک ریو
الهه احمدی در سال ۲۰۱۵ در مسابقات جهانی مونیخ وارد فینال شد اما در رده هشتم قرار گرفت و از کسب سهمیه المپیک در این مسابقات بازماند. او در مسابقات جهانی گابالا کشور آذربایجان، با حضور در فینال رشته تفنگ بادی به نخستین مدال طلای تاریخ تیراندازی ایران دست یافت و جواز حضور در المپیک ریو را به‌دست‌آورد. او که هدف خود را بعد از این مسابقات، کسب مدال در المپیک ریو اعلام کرده بود در نهایت، با حضور در مسابقه المپیک برای دومین بار به فینال این مسابقات راه پیدا کرد اما در نهایت باز هم به مقام ششمی بسنده کرد.
او جزو معدود ورزشکارانی است که مسوولیت باخت و شکست خود در مسابقات مهم را برعهده گرفته‌است و هیچ‌گاه به دنبال یافتن مقصر نبوده‌است.
|        | میزبان               | ورزشکار    | رویداد           | مقدماتی | مقدماتی | فینال | فینال |
| امتیاز | میزبان               | ورزشکار    | رویداد           | رتبه    | امتیاز  | رتبه  |       |
| ------ | -------------------- | ---------- | ---------------- | ------- | ------- | ----- | ----- |
| ۲۰۱۶   | ریو دو ژانیرو، برزیل | الهه احمدی | تفنگ بادی ۱۰ متر | ۴۱۷     | ۳       | ۱۲۲٫۵ | ۶     |

## رسیدن به جایگاه نخست در جهان
الهه احمدی تنها ورزشکار زن ایرانی است که در تاریخ ورزش بانوان ایران توانسته‌است در رده‌بندی جهانی فدراسیون‌های ورزشی، جایگاه نخست را کسب کند. او در سال ۲۰۱۵ و پس از دریافت مدال طلا در مسابقات فینال فینالیست‌های جهان به میزبانی مونیخ آلمان، و سپس نایب قهرمانی در مسابقات آسیایی دهلی نو، در سیستم رنکینگ جهانی فدراسیون جهانی تیراندازی (ISSF) در جایگاه نخست قرار گرفت. این جایگاه تا شش ماه ادامه داشت که یکی از استثناها در ورزش زنان ایران محسوب می‌شود.

## بازی‌های آسیایی ۲۰۱۸ جاکارتا
الهه احمدی پرچمدار کاروان ورزشی ایران در بازی‌های جاکارتا بود. او در این بازی‌های توانست در ماده سه وضعیت ۵۰ متر با امتیاز ۴۰۰٫۶ و در مادهٔ ۱۰ متر تفنگ بادی با امتیاز ۱۴۱٫۸ در هر دو مادهٔ سه وضعیت و ۱۰ متر تفنگ بادی رتبهٔ هفتم را کسب کند.

## دستاوردهای عمده
- طلا- جام جهانی ISSF[۳۰] ۲۰۱۸، مونیخ، آلمان- تفنگ ۳وضعیت خفیف زنان[۳۱]
- طلا- فینال فینالیست‌های جام جهانی ISSF[۳۰] ۲۰۱۵، مونیخ، آلمان- تفنگ ۱۰ متر بادی زنان[۳۱]
- طلا- جام جهانی ISSF 2015، گابالا، آذربایجان- تفنگ ۱۰ متر بادی زنان[۳۲]
- نقره – جام جهانی آی‌اس‌اس‌اف ۲۰۱۱، سیدنی، استرالیا – ۱۰ متر تفنگ بادی زنان
- برنز – جام جهانی آی‌اس‌اس‌اف ۲۰۱۰، پکن، چین – تفنگ ۵۰ متر سه وضعیت زنان
- نقره – بازی‌های آسیایی ۲۰۱۰، گوانگ‌ژو، چین – تفنگ ۵۰ متر سه وضعیت زنان
- نقره- قهرمانی آسیا ۲۰۱۵، دهلی نو، هند، ۱۰ متر بادی زنان[۲۴][۳۳]

## سایر افتخارات
الهه احمدی نخستین مدال‌آور ورزش تیراندازی ایران در تاریخ این رشته ورزشی است. او توانسته‌است با کسب پنج مدال جهانی و دو بار حضور در فینال المپیک، پرافتخارترین ورزشکار در عرصه تاریخ ورزش بانوان ایران باشد. علاوه بر اینها، او در فروردین ماه ۱۳۹۷ توانست در مسابقات قهرمانی کشور، به رکوردی دست یابد که بالاتر رکورد ثبت شده در مسابقات جهانی در رشته تفنگ بادی باشد.
الهه احمدی در مسابقات جام جهانی مونیخ آلمان در سال ۲۰۱۸، توانست نخستین مدال طلای ایران در رشته تفنگ سه وضعیت را کسب کند. پس از کسب این مدال، فدراسیون جهانی تیراندازی با تمجید از عملکرد او، نوشت: «تیرانداز ۳۵ ساله ایرانی، درخشان‌ترین مدال را با کسب امتیاز ۴۵۵/۴ و با اختلاف ۱/۳ امتیاز، تعقیب کنندگان خود را پشت سر گذاشت.» این مدال در شرایطی به دست آمد که ورزش تیراندازی ایران، سال ها با مشکل کمبود فشنگ خفیف و همچنین تحریم ایران توسط فروشندگان فشنگ های مسابقاتی مواجه بوده است.

## خانواده
او ورزش تیراندازی را نزد پدر خود مصطفی احمدی آموخته و پرورش یافته‌است. مصطفی احمدی سال‌هاست که مربی تیم تیراندازی نیروی زمینی ارتش بوده است و همراه این تیم توانسته‌است سال‌های متمادی در لیگ برتر تیراندازی کشور قهرمان شود. الهه احمدی نیز از ابتدای کار تیراندازی، عضو تیم نیروی زمینی ارتش بوده و به همراه این تیم توانسته‌است بارها مقام نخست لیگ برتر را به دست آورد. علاوه بر مصطفی و الهه احمدی، دو عضو دیگر این خانواده یعنی محمد و مهدی احمدی نیز از تیراندازان شناخته شده ورزش کشور محسوب می‌شوند که در مسابقات داخلی و بین‌المللی صاحب عناوین مختلف شده‌اند.
او در حال حاضر، عضو تیم دانشگاه آزاد اسلامی در لیگ برتر تیراندازی ایران است و همچنان در تیم ملی تیراندازی نیز حضور دارد.
الهه احمدی در سال ۱۳۸۷ ازدواج کرده و در سال ۱۳۹۲ صاحب فرزندی به نام «سیدباور» شده‌است.